# 東郷正延
東郷 正延（とうごう まさのぶ、1908年7月13日 - 2002年2月13日）は、日本のロシア語学者。

## 経歴
茨城県生まれ。土浦中学校（現在の茨城県立土浦第一高等学校）卒業。1931年東京外国語学校ロシヤ語科卒業。ソ連通商代表部、陸軍幼年学校ロシア語教官となり1945年の敗戦を迎える。1947年東京外事専門学校助教授、1949年東京外国語大学助教授、1957年教授、1971年定年退官、名誉教授。東京ロシア語学院院長。日本ロシア文学会会長。

## 著書
- 『東郷ロシヤ語講座』全3巻 白水社 1951-52
- 『東郷やさしいロシヤ語講座』五月書房 1954
- 『かたことのソビエト旅行 ロシア語ABC』講談社 ハウ・ツウ・ブックス 1965
- 『ロシア語のすすめ』1966 講談社現代新書

### 共編
- 『初級ロシヤ語文法教程』編 六盟館 1944
- 『文芸講座 第3巻 文学理論 第1』編 1953 青木文庫
- 『ロシア・ソビエトハンドブック』共編 三省堂 1978
- 『研究社露和辞典』磯谷孝、染谷茂、石山正三共編 1988

### 翻訳
- チェーホフ『喜び・仮面 他二十八篇』錦織綾紹共訳 1951 岩波文庫
- マクシム・ゴーリキー『児童文学と教育』新評論社 1954
- チモフェーエフ『文学理論』全2冊 1954 青木文庫
- 『ゴーリキー選集 第9巻 幼年時代』1956 青木文庫
- 『世界少年少女文学全集 41(ロシア編 4)ソヴェト短編集』米川正夫共訳 創元社 1956
- 『ロシア文学全集 第10巻 チェーホフ初期短篇』修道社 1957
- パンテレーエフ『少年少女世界文学全集 33(ロシア編 4 金どけい』講談社 1961
- トルストイ「コーカサスのとりこ」講談社 少年少女新世界文学全集 22(ソビエト古典編) 1962
- ワシレンコ, ラーム『ロシア語入門 講読編』プログレス出版所 1972
- 『ゴーリキー児童文学論』N.B.メドヴェージェヴア編 笠間啓治共訳 新評論 1973

## 参考
- 佐藤純一「追悼東郷正延先生(1908-2002)」『ロシア語ロシア文学研究』第34号、日本ロシア文学会、2002年、169頁、NAID 110001247106。